# Sojuz TMA-3
Sojuz TMA-3 byla ruská kosmická loď řady Sojuz, která v roce 2003 letěla k Mezinárodní vesmírné stanici (ISS). Na palubě lodi ke stanici přiletěli členové základní posádky ISS – Expedice 8 a v rámci 5. návštěvní expedice také španělský astronaut Evropské kosmické agentury Pedro Duque, který na stanici prováděl experimenty programu Cervantes. Sojuz TMA-3 zůstal od října 2003 připojen k ISS jako záchranný člun. V dubnu 2004 kosmická loď přistála v Kazachstánu s Kalerim, Foalem a nizozemským astronautem ESA Andrém Kuipersem ze 6. návštěvní expedice.

## Posádka
Členové Expedice 8 na ISS:
- Alexandr Kaleri (4), velitel, RKK Eněrgija
- Michael Foale (6), palubní inženýr 2, NASA

Pouze start, 5. návštěvní expedice:
- Pedro Duque (2), palubní inženýr 1, ESA

Pouze přistání, 6. návštěvní expedice:
- André Kuipers (1), palubní inženýr 1, ESA

V závorkách je uveden dosavadní počet letů do vesmíru včetně této mise.

### Záložní posádka
- Valerij Tokarev, velitel[3]
- William McArthur, palubní inženýr 1, NASA
- André Kuipers, palubní inženýr 2, ESA

## Popis mise

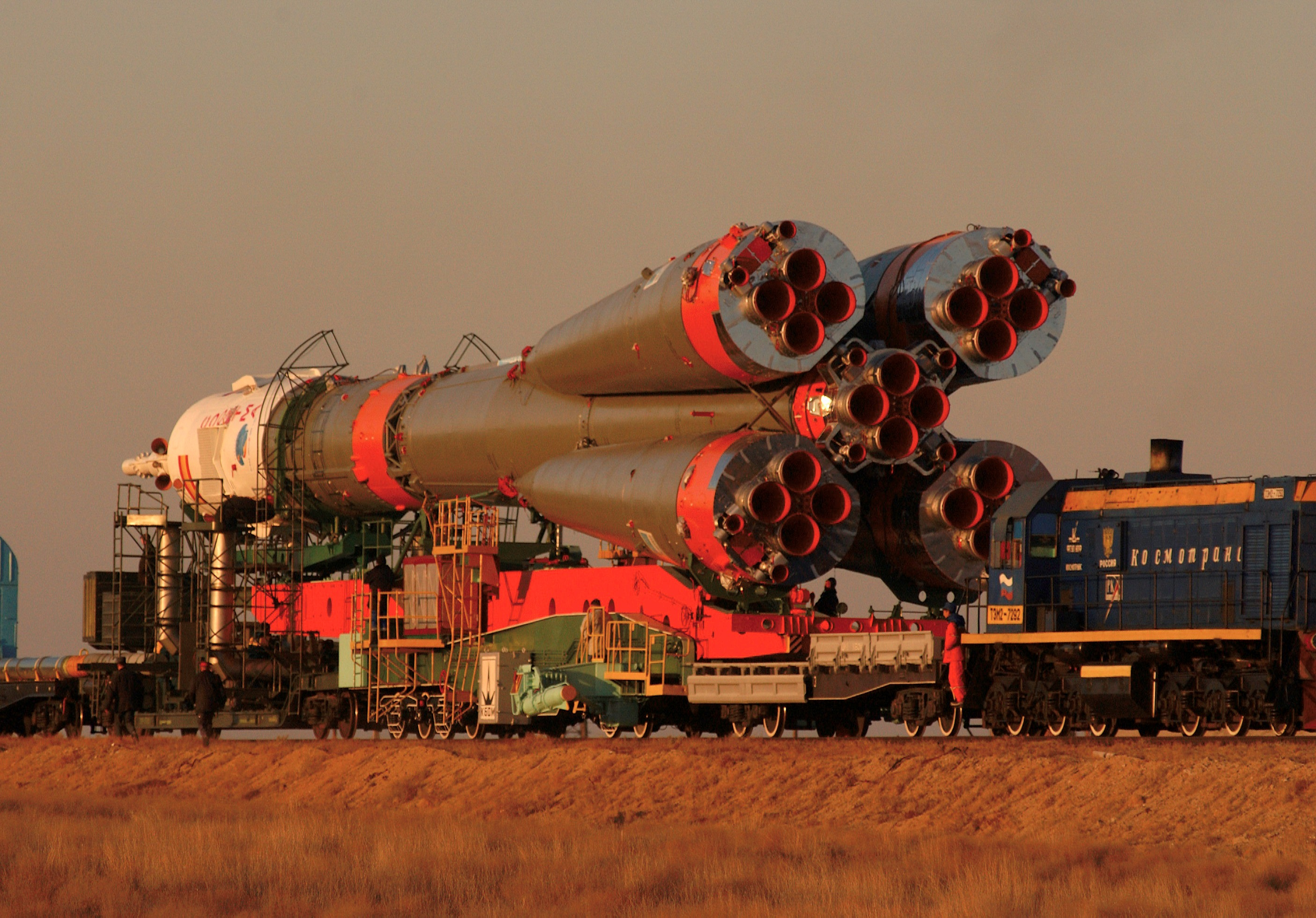
Převoz kosmické lodi Sojuz TMA-3 na startovací rampu

### Start, připojení k ISS
Start lodi proběhl 18. října 2003 v 05:38:03 UTC z kosmodromu Bajkonur v Kazachstánu a v 05:46:48 UTC se Sojuz úspěšně dostal na oběžnou dráhu. Po dvoudenním samostatném letu se přiblížil k Mezinárodní vesmírné stanici a 20. října 2003 v 07:15:58 UTC se připojil v automatickém režimu k portu modulu Pirs. Sojuz TMA-3 zůstal u ISS jako záchranná loď.

### Přistání
29. dubna 2004 se kosmická loď Sojuz TMA-3 vydala k Zemi. Její posádka ve složení Kaleri, Foale a nizozemský astronaut ESA André Kuipers (který na stanici přiletěl v Sojuzu TMA-4) nastoupila ve skafandrech do kosmické lodi a po kontrole hermetičnosti uzavřených průlezů odpojila ve 20:52:09 UTC Sojuz od orbitálního komplexu. Po zahájení brzdícího manévru a odhození obytné a přístrojové sekce vstoupila loď ve 23:48 UTC do atmosféry a bez problémů přistála 30. dubna 2004 v 00:11:46 UTC na území Kazachstánu 55 km severovýchodně od města Arkalyk.